# Чон Хий Сук
Чон Хий Сук  (кор. 전 희숙, 16 червня 1984) — південнокорейська фехтувальниця, олімпійська медалістка, срібна та дворазова бронзова призерка чемпіонатів світу, п'ятиразова чемпіонка Азійських ігор.

## Виступи на Олімпіадах
| Олімпіада   | Дисципліна       | Місце |
| ----------- | ---------------- | ----- |
| Лондон 2012 | рапіра, особисті | 17    |
| Лондон 2012 | рапіра, командні | 3     |
| Ріо 2016    | рапіра, особисті | 13    |
| Токіо 2020  | рапіра, особисті | 7     |